# Toxariaceae
Famille
Les Toxariaceae sont une famille d'algues de l'embranchement des Bacillariophyta (Diatomées), de la classe des Mediophyceae et de l’ordre des Toxariales.

## Étymologie
Le nom de la famille vient du genre type Toxarium, dérivé du grec τόξον / tóxon, « arc et les flèches », en référence à la forme très allongée de la diatomée, qui fait penser soit à un arc, soit à  une flèche en fonction de l'angle de vue.

## Description
Selon Peragallo le genre Toxarium faisait partie du groupe des Synedra, caractérisé par « (des) valves très allongées, linaires, bacillaires ou lancéolées, rarement cunéiformes, et sans épines marginales »  ; le sous-genre Toxarium se distinguant par « l'absence de perles entre les stries ; l'absence de lignes longitudinales ; des valves ponctuées. » .

## Distribution
Toxarium est un genre méditerranéen, des côtes françaises, que l'on trouve aussi en Mer Adriatique et en Atlantique, pouvant même vivre dans des estuaires.

## Liste des genres
Selon AlgaeBase (23 août 2022) :
- Toxarium Bailey, 1854

## Systématique
Le nom correct complet (avec auteur) de ce taxon est Toxariaceae Round, 1990.
Le genre type fut considéré par Peragallo comme un sous-genre de Synedra (Fragilariaceae) qui en comprenait cinq  :
- Ardissonia / Ardissonea De Notaris, 1870 : genre type des Ardissoneaceae,
- Eusynedra Grun. : successivement Synedra gelida, S. balthica, S.  gaillonii, intégré aux Fragilariaceae
- Synedrosphenia Peragallo, 1897 : intégré aux Climacospheniaceae,
- Thalassionema Grun. : genre type des Thalassionemataceae,
- Toxarium Bailey, 1854 : genre type des Toxariaceae.

## Publication originale
- Round, F.E., Crawford, R.M. & Mann, D.G. (1990). The diatoms biology and morphology of the genera.  pp. [i-ix], 1-747. Cambridge: Cambridge University Press.